# Acer amaliae
Acer amaliae é uma espécie de árvore do gênero Acer, pertencente à família Aceraceae.